# Carole Ashby
Pour les articles homonymes, voir Ashby.
Carole Ashby, née le 24 mars 1955 à Cannock (Staffordshire), est une actrice anglaise.

## Biographie
Carole Ashby est principalement connue pour son rôle de l'héroïne Louise, membre de la résistance communiste, dans la série télévisée britannique Allô Allô (1988-1992). Elle a également joué aux côtés de Roger Moore dans les films de la saga James Bond Octopussy (1983) et Dangereusement vôtre (1985). Ses apparitions y furent brèves, mais lui ont permis d'obtenir le statut de James Bond girl.

## Filmographie partielle

### Au cinéma
- 1983 : Octopussy : Octopussy Girl
- 1985 : Dangereusement vôtre : Whistling Girl
- 1995 : Savage Hearts : Receptionist #2
- 1998 : Cash in Hand : Veronica Tate